# Steatoda porteri
Steatoda porteri là một loài nhện trong họ Theridiidae.
Loài này thuộc chi Steatoda. Steatoda porteri được Eugène Simon miêu tả năm 1900.